# Wilhelm Sporleder
Wilhelm Sporleder (* 28. Dezember 1874 in Linden; † 24. Januar 1945 in Hannover) war ein deutscher Gastwirt, sozialdemokratischer Kommunalpolitiker und Opfer des Nationalsozialismus.

## Leben und Wirken
Geboren wenige Jahre nach der Ausrufung des Deutschen Kaiserreichs, erlernte Wilhelm Sporleder nach der Erhebung seines Geburtsortes Linden, dem ehemals „größten Dorf Preußens“, zur selbständigen Stadt den Beruf des Gastwirtes.
Als Mitglied der SPD wurde mit Sporleder bei den Kommunalwahlen 1911 – noch galt das preußische Dreiklassenwahlrecht – erstmals in Linden ein Mitglied der Sozialdemokraten in das 29-köpfige Bürgervorsteherkollegium gewählt. Sporleder stand somit unter anderem auch in direktem Kontakt mit dem seinerzeitigen „Oberbürgermeister“ der Stadt Linden, Hermann Lodemann.
Nach dem Ersten Weltkrieg, zu Beginn der Weimarer Republik wurde Wilhelm Sporleder am 29. August 1919 zunächst zum – ehrenamtlich tätigen – Senator der Stadt Linden gewählt. Ab dem Folgejahr, dem Jahr der Eingemeindung Lindens in die Stadt Hannover vertrat Lodemann zudem die Interessen seines Wahlkreises im Hannoverschen Provinziallandtag (bis 1933).
Am 4. Mai 1924 wählten die Hannoveraner Sporleder wiederum zum Bürgervorsteher (BV). Nachdem er jedoch noch im selben Jahr zum ehrenamtlichen Senator gewählt worden war, legte Wilhelm Sporleder sein BV-Mandat am 7. Oktober 1924 ab.
Rund fünf Jahre später wurde Sporleder am 20. Dezember 1929 wiedergewählt. Als Wilhelm Sporleder am 12. März 1933, nach der Machtergreifung durch die Nationalsozialisten, abermals zum Bürgervorsteher gewählt wurde, verzichtete er diesmal jedoch auf sein Amt als Senator, um sein politisches Mandat direkt nutzen zu können. Doch noch im selben Jahr zwangen ihn die Nazis, sein Amt niederzulegen.
Auch den Tod von Wilhelm Sporleder am 24. Januar 1945, wenige Monate vor dem Ende des Zweiten Weltkrieges, verantworteten die Nazis. Sporleder starb an den Folgen seiner Haft im Konzentrationslager Neuengamme. Er gilt damit als der einzige Parlamentarier aus der Zeit der Weimarer Republik, der aus dem Gebiet der heutigen Region Hannover durch Tod zum Opfer des Nationalsozialismus wurde.

## Ehrungen

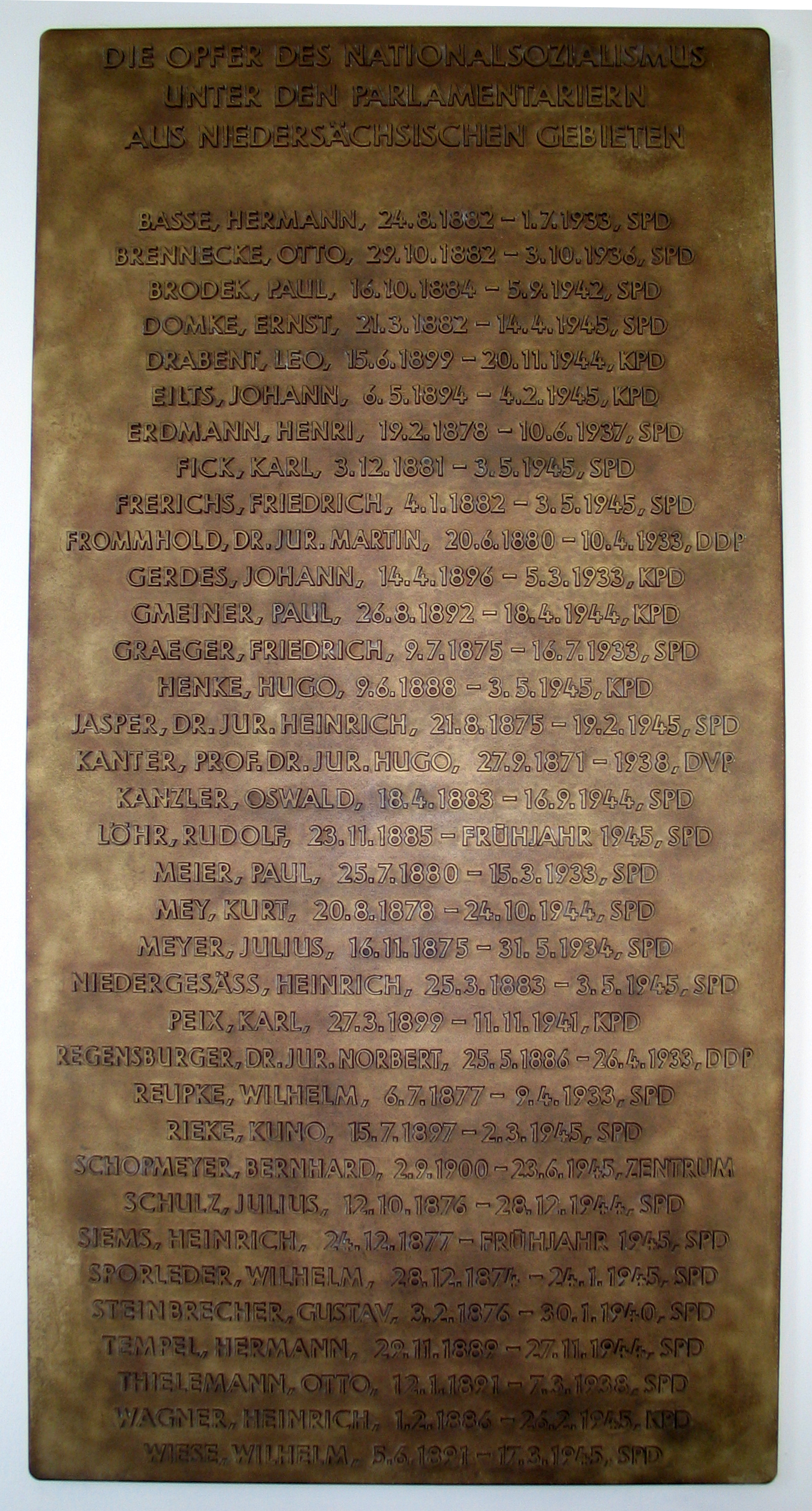
Die 2007 im Niedersächsischen Landtag installierte Gedenktafel „Die Opfer des Nationalsozialismus unter den Parlamentariern aus niedersächsischen Gebieten“

- Der 1955 im hannoverschen Stadtteil Linden-Süd angelegte Sporlederweg ehrt den Senator posthum durch seine Namensgebung.[11]
- Die 2007 im Leineschloss, dem Gebäude des heutigen Niedersächsischen Landtags eingeweihte Gedenktafel[10] Die Opfer des Nationalsozialismus unter den Parlamentariern aus niedersächsischen Gebieten erinnert – neben anderen – an Wilhelm Sporleder.[8]